# Palmia adustalis
Palmia adustalis är en fjärilsart som beskrevs av George Francis Hampson 1917. Palmia adustalis ingår i släktet Palmia och familjen mott. Inga underarter finns listade i Catalogue of Life.